# Сьятиста
Сья́тиста (Сиатиста, греч. Σιάτιστα) — малый город в Греции. Расположен на высоте 920 м над уровнем моря, на юго западном склоне горы Синьяцикон (Аскион), над долиной реки Альякмон. Административный центр общины Войон в периферийной единице Козани в периферии Западная Македония. Площадь 94,426 км². Население — 5490 человек по данным переписи 2011 года.

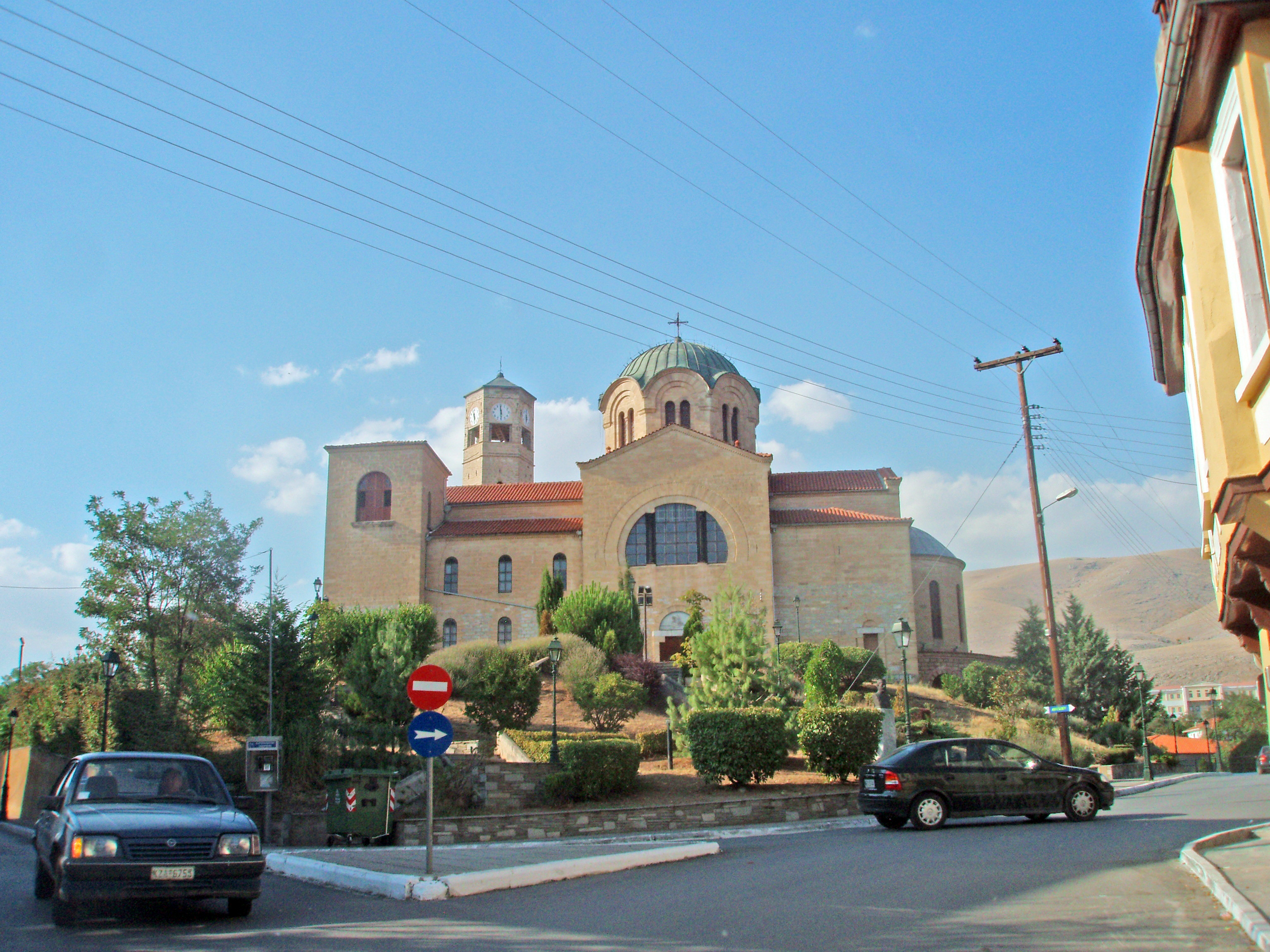
Кафедральный собор Святого Димитрия в Сьятиста

Центр Сисанийской и Сьятистской митрополии Элладской православной церкви. Кафедральный собор Святого Димитрия построен по проекту Аристотелиса Захоса.
Один из двух главных греческих центров (наряду с соседним городом Кастория) производства и торговли меховыми изделиями.

## История
Заселён после завоевания Западной Македонии Османской империей. Вероятно, когда турки поселились в плодородной области Карайяния, греки переселились выше в горную, труднодоступную Сьятисту, основав небольшое поселение, в которое бежали затем жители других мест, особенно из Эпира и Фессалии. В XVII веке Сьятиста превратилась в важный город Западной Македонии. В XVIII—XIX веках Сьятиста процветала за счёт торговли с крупными иностранными торговыми центрами — Венецией, городами Российской империи, Будапештом, Веной и другими. В это время также город развивался как духовный центр. Были основаны школы, построены церкви, богатые жители построили усадьбы, многие из которых сохранились до настоящего времени и придают городу особый колорит. Есть около 17 усадеб, некоторые из которых (Манусиса, 1762, Неранцопулоса, 1754, Цоноса, 1756, усадьба Пулкоса, 1752) хорошо сохранились и имеют богатую внутреннюю отделку. В Сьятисте находится множество церквей (Святой Параскевы, Святого Мины, Пророка Илии, Святого Георгия и другие), в которых сохранились иконостасы с резьбой по дереву и характерные для своего времени (XVII—XIX вв.) фрески, высокие колокольни, различные реликвии. Обычаи и традиции делают Сьятисту интересным местом для изучения современной греческой культуры.
Ежегодно на Успение Пресвятой Богородицы (15 августа) конное шествие направляется из Сьятисты в монастырь Успения Пресвятой Богородицы в Микрокастрон. Этот обычай сохранился со времён турецкого владычества.

## Население
| Год  | Население, человек |
| ---- | ------------------ |
| 1991 | 5865               |
| 2001 | 5694               |
| 2011 | ↘ 5490             |